# South Bentinck Arm
South Bentinck Arm är en vik i Kanada.   Den ligger i provinsen British Columbia, i den sydvästra delen av landet, 3 700 km väster om huvudstaden Ottawa.
I omgivningarna runt South Bentinck Arm växer i huvudsak barrskog. Trakten runt South Bentinck Arm är nära nog obefolkad, med mindre än två invånare per kvadratkilometer.